# Lijst van AMD-processoren
Dit is een lijst van Advanced Micro Devices (AMD) microprocessoren, gerangschikt op generatie en jaar van uitgifte. De benaming van de kern van elke processor(versie) staat indien van toepassing en openlijk bekend tussen haakjes vermeld.

## Architecturen afkomstig van AMD

### Am2900-serie (1975)
- Am2901 4-bit-slice ALU (1975)
- Am2902 Look-Ahead Carry Generator
- Am2903 4-bit-slice ALU, met hardware multiply
- Am2904 Status and Shift Control Unit
- Am2905 Bus Transceiver
- Am2906 Bus Transceiver with Parity
- Am2907 Bus Transceiver with Parity
- Am2908 Bus Transceiver with Parity
- Am2909 4-bit-slice address sequencer
- Am2910 12-bit address sequencer
- Am2911 4-bit-slice address sequencer
- Am2912 Bus Transceiver
- Am2913 Priority Interrupt Expander
- Am2914 Priority Interrupt Controller

### 29000 (29K) (1987-95)
- AMD 29000 (aka 29K) (1987)
- AMD 29027 FPU
- AMD 29030
- AMD 29050 met on-chip FPU (1990)
- AMD 292xx embedded processor

## Processoren met x86-architectuur

### 2nd source (1979-91)
(second-sourced x86 processoren geproduceerd onder contract met Intel)
- 8086
- 8088
- Am286 (2nd-sourced 80286, dus geen volledige Amx86)

### Amx86-serie (1991-95)
- Am386 (1991)
- Am486 (1993)
- Am5x86 (a 486-class µP) (1995)

### K5-serie(1995)
- AMD K5 (SSA5/5k86)

### K6-serie(1997-2001)
- AMD K6 (NX686/Little Foot) (1997)
- AMD K6-2 (Chompers/CXT)
  - AMD K6-2-P (Mobile K6-2)
- AMD K6-III (Sharptooth)
  - AMD K6-III-P
- AMD K6-2+
- AMD K6-III+

### K7-serie(1999-2005)
- Athlon (Slot A) (Argon,Pluto/Orion, Thunderbird) (1999)
- Athlon (Socket A) (Thunderbird) (2000)
- Duron (Spitfire,Morgan, Applebred) (2000)
- Athlon MP (Palomino,Thoroughbred, Barton, Thorton) (2001)
- Mobile Athlon 4 (Corvette/Mobile Palomino) (2001)
- Athlon XP (Palomino,Thoroughbred (A/B), Barton, Thorton) (2001)
- Mobile Athlon XP (Mobile Palomino) (2002)
- Mobile Duron (Camaro/Mobile Morgan) (2002)
- Sempron (Thoroughbred,Thorton, Barton) (2004)
- Mobile Sempron

### K8-serie(2003-)
Families: Opteron, Athlon 64, Sempron, Turion 64, Athlon 64 X2, Turion 64 X2
- Opteron (SledgeHammer) (2003)
- Athlon 64 FX (SledgeHammer) (2003)
- Athlon 64 (ClawHammer/Newcastle) (2003)
- Mobile Athlon 64 (Newcastle) (2004)
- Athlon XP-M (Dublin) (2004) Noot: AMD64 uitgeschakeld
- Sempron (Paris) (2004) Noot: AMD64 uitgeschakeld
- Athlon 64 (Winchester) (2004)
- Turion 64 (Lancaster) (2005)
- Athlon 64 FX (San Diego) (1e helft 2005)
- Athlon 64 (San Diego/Venice) (1e helft 2005)
- Sempron (Palermo) (1e helft 2005)
- Athlon 64 X2 (Manchester) (1e helft 2005)
- Athlon 64 X2 (Toledo) (1e helft 2005)
- Athlon 64 FX (Toledo) (2e helft 2005)
- Turion 64 X2 (Taylor) (1e helft 2006)
- Athlon 64 X2 (Windsor) (1e helft 2006)
- Athlon 64 FX (Windsor) (1e helft 2006)
- Athlon 64 X2 (Brisbane) (2e helft 2006)
- Athlon 64 (Orleans) (2e helft 2006)
- Sempron (Manila) (1e helft 2006)
- Sempron (Sparta)
- Opteron (Santa Rosa)
- Opteron (Santa Ana)
- Mobile Sempron

### K9-serie
K9 werd de intern gebruikte codenaam voor de dual-core AMD64-processoren en het merk Athlon 64 X2. Op dit moment heeft AMD afstand genomen van de verouderde K-seriebenaming. Nu is de naamgeving per processortype aangepast op de verschillende markten.

### K10-serie
- Opteron (Barcelona) (10 september 2007)
- Phenom FX (Agena FX) (Q1 2008)
- Phenom X4 (9-serie) (Agena) (19 november 2007[4])
- Phenom X3 (8-serie) (Toliman) (April 2008[5])
- Athlon 6-serie (Kuma) (Februari 2007[6])
- Athlon 4-serie (Kuma) (2008)
- Athlon X2 (Rana) (Q4 2007)
- Sempron (Spica)
- Opteron (Budapest)
- Opteron (Shanghai)
- Opteron (Magny-Cours)
- Phenom II
- Athlon II
- Turion II (Caspian)

### Processoren voor Ryzen
- Interlagos Opteron (Bulldozer core)
- Zambezi (Bulldozer core)
- Llano AMD Fusion (K10 core + Redwood GPU)
- Ontario AMD Fusion (Bobcat core)

### Zen core achitectuur (2017 - nu)
De op Zen gebaseerde CPU's en sommige APU's gebruiken de Ryzen merknaam. De merknaam Athlon wordt ook gebruikt voor een aantal APU's.

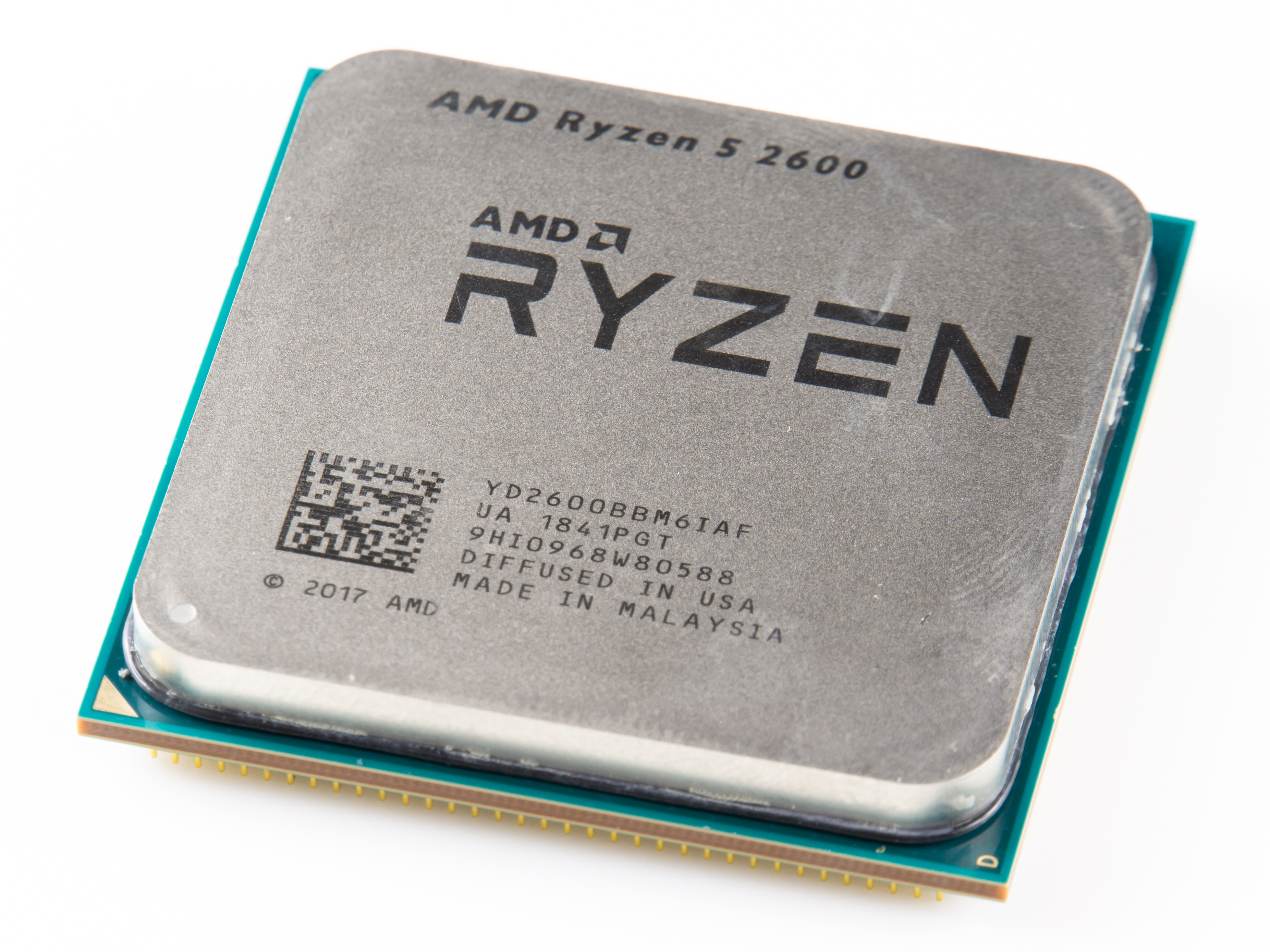
Een AMD Ryzen 5 2600 uit de Zen+ serie

###### Zen serie CPU's en APU's (2017)
- Summit Ridge Ryzen 1000 (desktop)
- Whitehaven Ryzen Threadripper 1000 serie (desktop)
- Raven Ridge Ryzen 2000 APU serie met RX Vega (desktop en laptop)
- Naples Epyc (server)

###### Zen+ serie CPU's en APU's (2018)
- Pinnacle Ridge Ryzen 2000 serie (desktop)
- Colfax Ryzen Threadripper 2000 serie (desktop)
- Picasso Ryzen 3000 APU serie with RX Vega (desktop en laptop)

###### Zen 2 serie CPU's en APU's (2019)
- Matisse Ryzen 3000 serie (desktop)
- Castle Peak Ryzen Threadripper 3000 serie (desktop)
- Renoir Ryzen 4000 APU serie with RX Vega (desktop en laptop)
- Lucienne Ryzen 5000 APU serie (laptop)
- Rome Epyc (server)
- Mendocino Ryzen 7020 APU serie (laptop)

###### Zen 3 serie CPU's en APU's (2020)
- Vermeer Ryzen 5000 serie (desktop)
- Chagall Ryzen Threadripper 5000 serie (desktop)
- Cezanne Ryzen 5000 serie (desktop en laptop)
- Milan Epyc (server)
- Milan-X Epyc (server)
- Barceló Ryzen 5000 serie (laptop)
- Barceló-R Ryzen 7030 serie (laptop)

###### Zen 3+ serie CPU's en APU's (2022)
- Rembrandt Ryzen 6000 series (laptop)
- Rembrandt-R Ryzen 7035 series (laptop)

###### Zen 4 serie CPU's en APU's (2022)
- Raphael Ryzen 7000 serie (desktop)
- Genoa Epyc (server)
- Dragon Range Ryzen 7045 serie (laptop)
- Phoenix Ryzen 7040 serie (laptop)

## Gedetailleerde microprocessorlijsten
- Lijst van AMD Athlon XP-microprocessoren

## x86-concurrentie
- Intel: zie Lijst van Intel-processoren
- VIA Technologies (C3-, C7-microprocessoren op het EPIA-platform)
- Cyrix (totdat zij overgenomen werden door National Semiconductor)
- National Semiconductor (totdat Geode overgekocht werd door AMD)
- NEC Corporation (met hun V20, 25, ..., 50)
- Transmeta- (Crusoe en Efficeon-microprocessoren)